# Simonestus validus
Espèce
Synonymes
- Diestus validus Simon, 1898

Simonestus validus est une espèce d'araignées aranéomorphes de la famille des Corinnidae.

## Distribution
Cette espèce est endémique du Venezuela.

## Description
Le mâle décrit par Bonaldo en 2000 mesure 13,0 mm et la femelle 16,2 mm, les mâles mesurent de 8,8 à 14,1 mm et les femelles de 9,5 à 17,4 mm.

## Publication originale
- Simon, 1898 : Histoire naturelle des araignées. Paris, vol. 2, p. 193-380 (texte intégral).